# آزمایش شیتسک

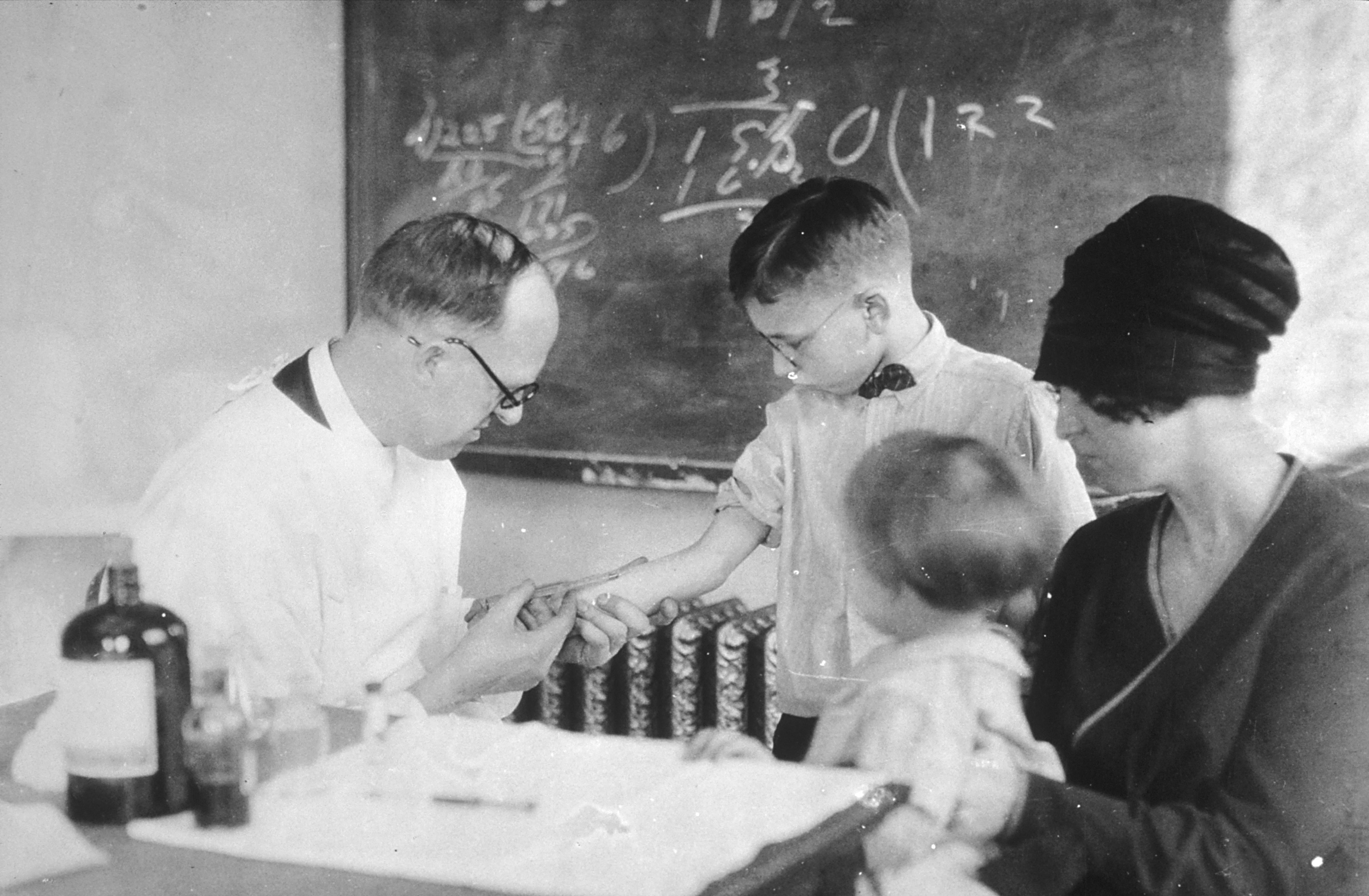
تست شیک: آزمایشگاه بهداشت ایالات متحده عکس پسر جوانی را نشان می دهد که آزمایش شیکیاو در حال انجام است. (این آزمایش معیاری برای تشخیص مصونیت در برابر دیفتری است). پسر با مادر و خواهر و برادر کوچکتر همراه است (1915).

آزمایش شیک (انگلیسی: Schick test) توسط بلا شیک دانشمند در زمینه پزشکی کودکان اهل مجارستان ابداع شد. در این آزمایش مشخص می‌شود یک شخص در خصوص بیماری دیفتری مستعد و پذیرا هست یا خیر.